# Bunolagus monticularis
El conejo ribereño de Sudáfrica o conejo de los bosquimanos (Bunolagus monticularis) es una especie de mamífero lagomorfo de la familia Leporidae. Es el único miembro del género Bunolagus. Se trata de una especie rara y poco estudiada. Tan solo se encuentra en Sudáfrica, en el centro y sur del desierto de Karoo, entre la densa maleza de las riberas.
Mide entre 33 y 50 cm de longitud y su peso ronda el 1,5 kg en machos, algo más en hembras.
Es característica una raya negra que parte desde su boca y llega hasta la mejilla, en forma de "bigote". Las orejas son largas, una orla blanca rodea el ojo y su parte ventral es de un tono rojizo. Las patas traseras están densamente pobladas y poseen mayor anchura que las delanteras. La cola posee un pelaje suave, con tonalidades algo grisáceas.
Los machos se aparean con más de una hembra. Las hembras anidan en cámaras subterráneas, de 10 cm de diámetro y 25 de largo, y dan a luz generalmente a un solo retoño por camada, una tasa de nacimiento bastante pobre en comparación con otros conejos. Los recién nacidos, de unos 40 a 50 g, nacen ciegos y sin pelo y dependen de su madre hasta que son capaces de moverse por sí mismos. 
El conejo ribereño es de costumbres nocturnas, escondiéndose durante el día de depredadores y alimentándose por la noche. 
Bunolagus monticularis es capaz de saltar arbustos de más de un metro de alto cuando huye de algún depredador, generalmente águilas negras.